# Struktur- und Genehmigungsdirektion Nord

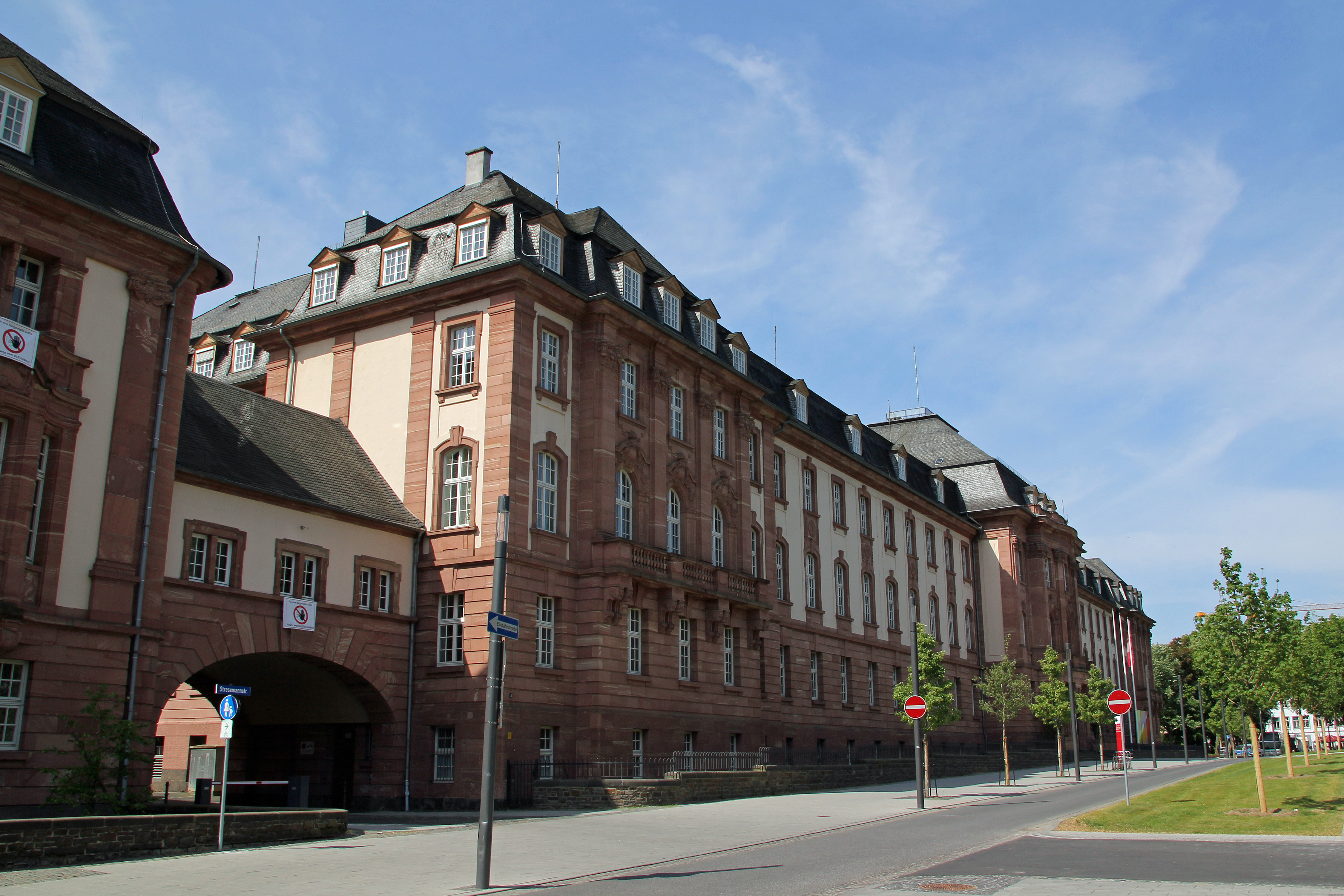
Sitz der Struktur- und Genehmigungsdirektion Nord im ehemaligen Gebäude des Oberpräsidiums der Rheinprovinz

Die Struktur- und Genehmigungsdirektion Nord (SGD Nord) in Koblenz ist eine obere Landesbehörde, die sowohl für bestimmte Aufgaben im Norden des Landes Rheinland-Pfalz (ehemalige Regierungsbezirke Koblenz und Trier) als auch für einige Aufgaben landesweit zuständig ist.
Die SGD Nord entstand – gemeinsam mit ihren Schwesterbehörden, der Struktur- und Genehmigungsdirektion Süd in Neustadt an der Weinstraße und der Aufsichts- und Dienstleistungsdirektion in Trier – zum 1. Januar 2000 als Ergebnis einer Strukturreform aus den bisherigen Bezirksregierungen in Koblenz, Trier und Rheinhessen-Pfalz sowie mehreren selbständigen Fachbehörden.
Die SGD Nord sitzt im Gebäude des ehemaligen Oberpräsidiums der preußischen Rheinprovinz. Präsident der Behörde ist seit dem 15. Juni 2021 Wolfgang Treis. Sein Vorgänger war Uwe Hüser.

## Aufgaben
- Immissionsschutz
- Technischer und sozialer Arbeitsschutz
- Umweltschutz
- Wasserwirtschaft
- Abfallwirtschaft
- Bodenschutz
- Fischereiwesen
- Raumordnung und Landesplanung
- Naturschutz
- Bauaufsicht und Städtebau
- Entschädigung und Enteignung
- Einheitlicher Ansprechpartner

## Behördenleitung
| Name               | Amtszeit                             |
| ------------------ | ------------------------------------ |
| Hans-Dieter Gassen | 01/2000 – 05/2008                    |
| Dagmar Barzen      | 06/2008 – 09/2011                    |
| Uwe Hüser          | 10/2011 – 07/2012, 01/2021 – 06/2021 |
| Ulrich Kleemann    | 10/2012 – 12/2020                    |
| Wolfgang Treis     | 06/2021 – heute                      |

| Name             | Amtszeit          |
| ---------------- | ----------------- |
| Elke Hoff        | 01/2000 – 10/2005 |
| Monika Becker    | 02/2006 – 04/2011 |
| David Langner    | 05/2011 – 01/2013 |
| Begoña Hermann   | 01/2013 – 04/2016 |
| Sandra Weeser    | 05/2016 – 10/2017 |
| Nicole Morsblech | 03/2018 – 05/2021 |
| Martin Kaschny   | 05/2021 – heute   |